# Pomnik Fryderyka Chopina w Żelazowej Woli
Pomnik Fryderyka Chopina w Żelazowej Woli – pomnik znajdujący się w parku, w pobliżu domu urodzenia Fryderyka Chopina w Żelazowej Woli. Autorem dzieła jest Józef Gosławski. Projekt wykonany został w 1955 roku, zaś  odsłonięcie pomnika nastąpiło 13 lipca 1969. Cokół zaprojektowała Wanda Gosławska, a wykonanie odlewu zlecono firmie Brąz Dekoracyjny. Odsłonięcia dokonał Tadeusz Zaorski – ówczesny wiceminister kultury i sztuki. Istniejący model pomnika kilkukrotnie towarzyszył występom podczas Międzynarodowych Konkursów Pianistycznych im. Fryderyka Chopina.

## Inspiracje
W wydanym przez Mennicę Polską w 2009 roku zestawie z serii Słynni medalierzy poświęconym Józefowi Gosławskiemu znalazł się medal autorstwa Hanny Jelonek, którego rewers przedstawia wizerunek pomnika Chopina w Żelazowej Woli. Pomnik stał się także inspiracją dla cyklu obrazów autorstwa Piotra Pawińskiego.

## Galeria

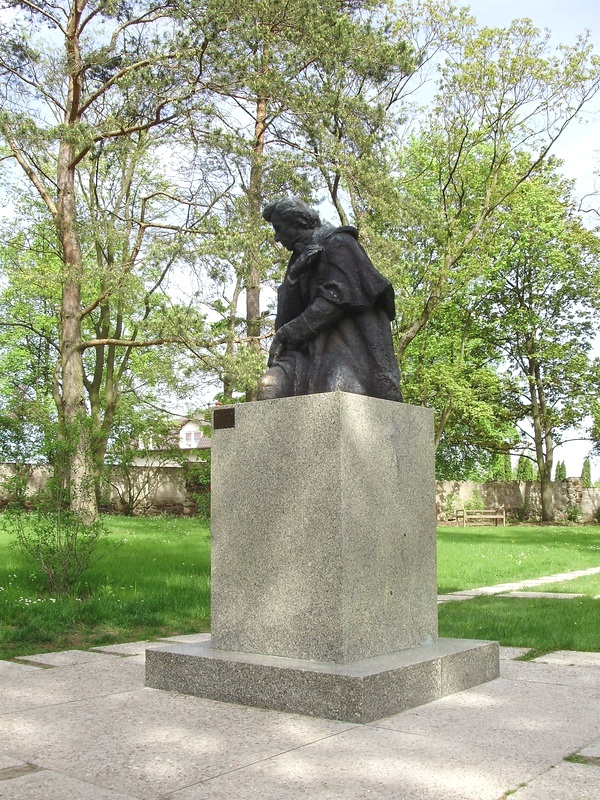
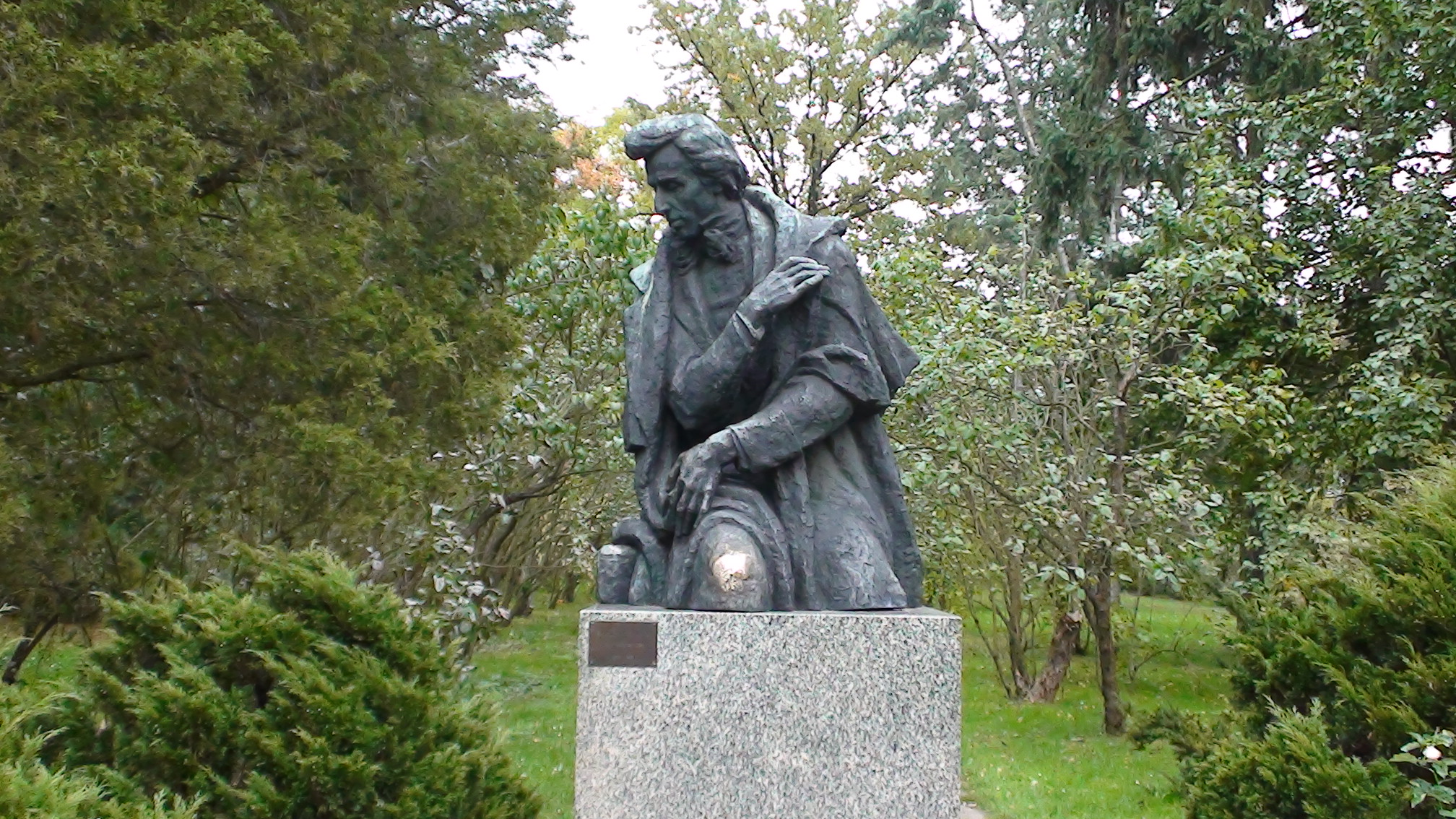
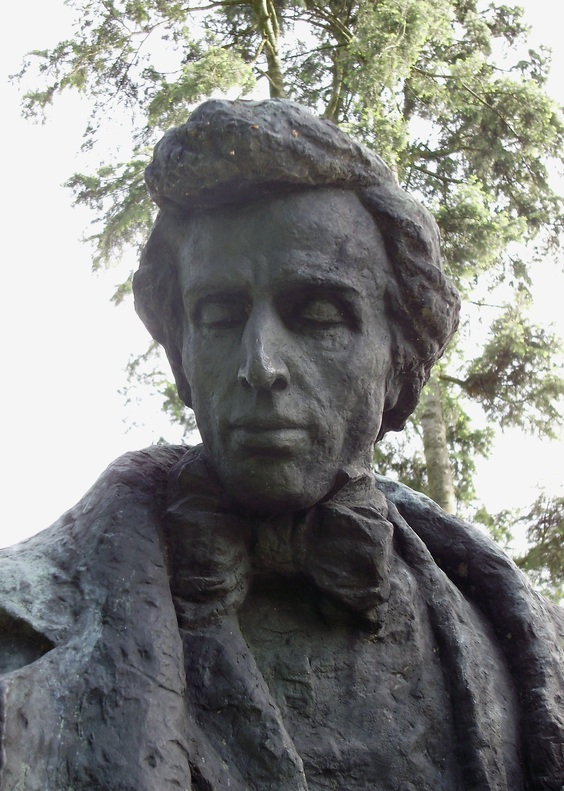
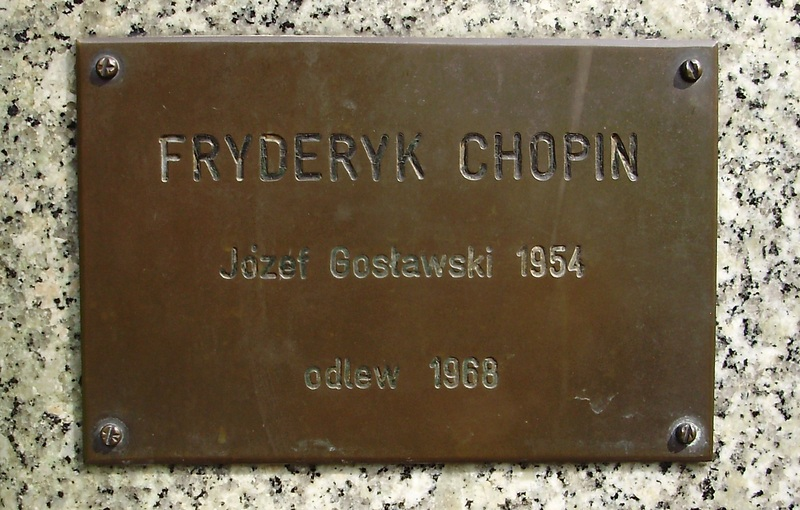